# أداة يد

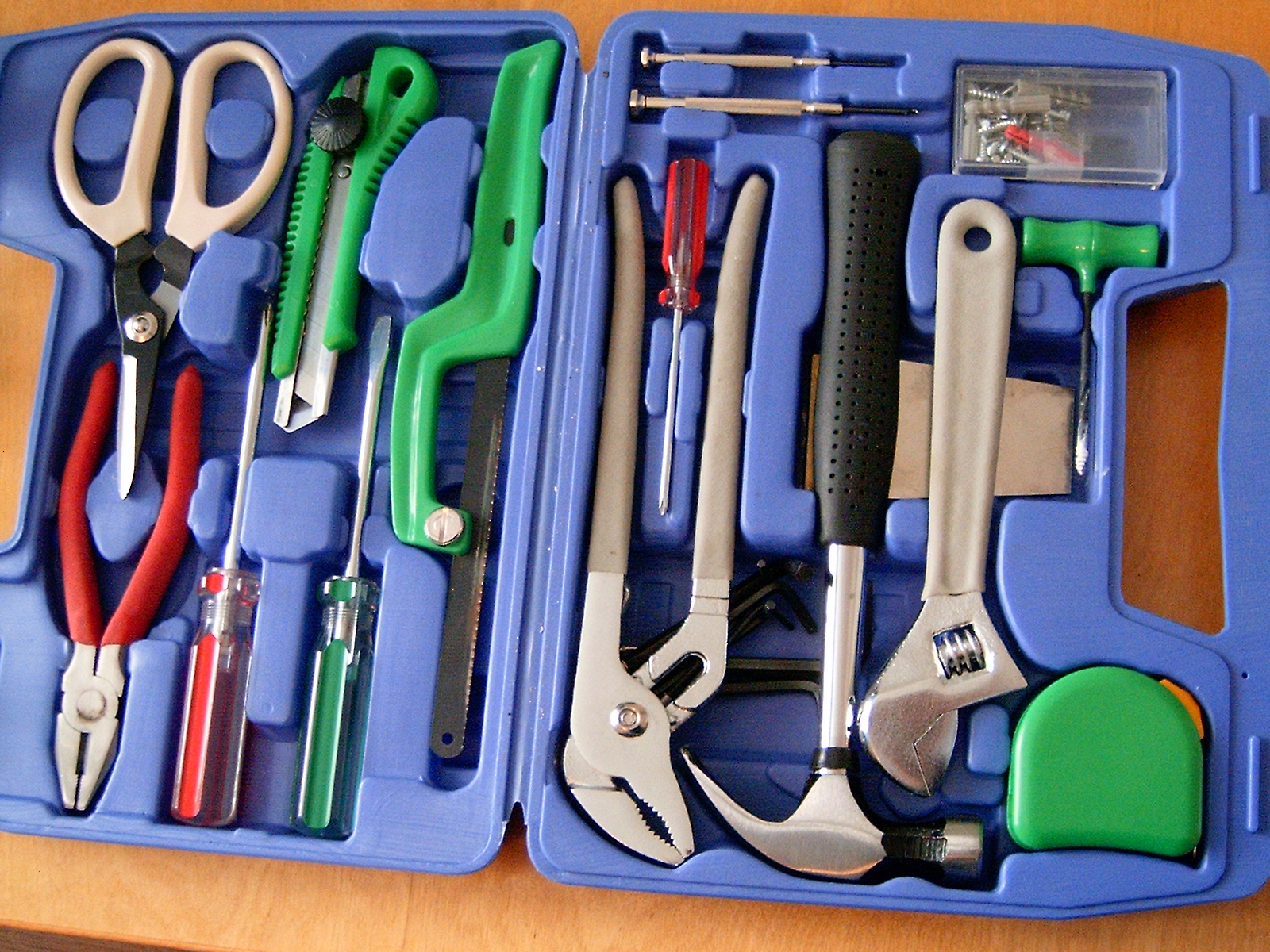

أداة يد هو جهاز لتنفيذ يستخدام بها اليدين فقط. يمكن أن تكون الأدوات اليدوية المستخدمة يدويا استخدام القوة، أو تعمل بالطاقة الكهربائية، وذلك باستخدام التيار الكهربائي. يمكن تقريبا كل نوع من أداة تكون أداة يدوية وكما تم تكييفها بحسب العديد من أدوات السلطة، والتي تحصل على قوتها من دوافع أو محركات المحركات بدلا من العمل الميكانيكي الإنسان.